# وی۱۰۵۷ ماکیان
وی۱۰۵۷ ماکیان یک ستاره است که در صورت فلکی ماکیان قرار دارد.